# Pied-noir
Mit Pied(s)-noir(s) ([pje'nwaʁ], wörtlich: „Schwarzfuß, -füße“) bezeichnet man seit den 1950er Jahren die sogenannten Algerienfranzosen, d. h. Europäer, die sich seit dem Beginn der Eroberung Algeriens durch Frankreich in dem nordafrikanischen Land niederließen. Vor den 1950er Jahren war für diese Bevölkerungsgruppe die Bezeichnung colons (Siedler) üblich, die keine Aussage über ihre Herkunft trifft und somit die Gruppe umfassender bezeichnet. Nur ungefähr 40 % der Siedler stammten aus dem Mutterland Frankreich, insbesondere aus Südfrankreich, Korsika, dem Elsass und Lothringen, die meisten anderen hingegen aus Italien, Spanien und Malta. Zu diesen Europäern kamen einheimische Juden („Israélites“), die schon länger im Maghreb ansässig waren und im 19. Jahrhundert durch das Décret Crémieux die französische Staatsbürgerschaft erhielten. Gegen Ende des Algerienkriegs 1962, als fast alle Europäer Algerien verließen, betrug die Zahl der Pieds-noirs rund 1,4 Millionen, d. h. 13 % der algerischen Bevölkerung. Im weiteren Sinne werden auch die europäischstämmigen und die ihnen gleichgestellten jüdischen Bewohner Tunesiens und Marokkos, die diese Länder nach deren Unabhängigkeit verließen, als Pieds-noirs bezeichnet.

## Geschichte
Die Gesellschaft der europäischen Siedler in Algerien war zeit ihres Bestehens sozial gespalten. Einer kleinen Minderheit relativ alteingesessener wohlhabender Familien stand eine große Schicht vergleichsweise armer Neusiedler gegenüber, die sich durch ständigen Zuzug vergrößerte. Durch den Zugang zum Kapitalmarkt – Muslime waren durch Sondersteuern und die privatrechtlich geltende Scharia davon ausgeschlossen – schafften es die Europäer, große Teile der Böden des Landes aufzukaufen. Zudem kam es zu gewaltsamen Landnahmen, meist nach Aufständen der lokalen muslimischen Bevölkerung. Im Jahr 1936 kontrollierten die Europäer 7,7 Millionen Hektar, rund 40 Prozent der landwirtschaftlich nutzbaren Fläche Algeriens, dies zumeist in den fruchtbaren küstennahen Regionen. Andere Siedler lebten als Handwerker, Arbeiter und Ladenbesitzer in den Städten. Der amtliche Lebensstandardindex der europäischstämmigen Bevölkerung war 1950 rund zwanzig Prozent niedriger als im Mutterland Frankreich; der Vergleich mit anderen europäischen Herkunftsländern fiel indes positiver aus.
Unter der französischen Herrschaft genossen nur Europäer volle Bürgerrechte, während die Einheimischen („indigènes“) durch den Code de l’indigénat von 1875 benachteiligt waren. 1870 wurden die einheimischen Juden durch das Décret Crémieux zu Franzosen erklärt. Obwohl die Küstenregion Algeriens seit 1848 als französisches Staatsgebiet galt und seine Bewohner daher grundsätzlich als französische Staatsbürger anerkannt waren, erhielten nur etwa 7.000 muslimische Algerier das französische Bürgerrecht. In der Volksvertretung Algeriens waren keine Muslime vertreten, obwohl die einheimische Bevölkerung fast ausschließlich aus Muslimen bestand. Hingegen wurden 1889 in großem Umfang Spanier, Italiener und weitere Europäer, etwa Deutsche, Schweizer, Malteser, eingebürgert. Erst 1944 wurde das Bürgerrecht allen Bewohnern Algeriens verliehen.
Nach dem Ende des Algerienkriegs, als Algerien seine Unabhängigkeit erhielt, siedelten die meisten der etwa 1,4 Millionen Pieds-noirs in das französische Mutterland über. Der Terror der Organisation de l’armée secrète (OAS) 1961/62, mit der zahlreiche Pieds-noirs und eine Reihe französischer Militärs sympathisierten, hatte die algerische Unabhängigkeit nicht verhindern können.
Doch waren viele Pieds-noirs bereits seit Generationen in Algerien ansässig und hatten keine Wurzeln in Frankreich. Sie ließen sich notgedrungen in Frankreich nieder, da sie von der algerischen Unabhängigkeitsbewegung, dem Front de Libération Nationale (FLN), mit dem Tode bedroht wurden, falls sie in Algerien blieben. Der damals gängige Ausspruch „La valise ou le cercueil“ („Koffer oder Sarg“) versinnbildlicht das Dilemma der europäischen Siedler und ihrer muslimischen Unterstützer (vgl. Harki). Die darin enthaltene Drohung wurde nach der Unabhängigkeit Algeriens in vielen Fällen wahr: Tausende Algerier, die während des Unabhängigkeitskampfes loyal zu Frankreich gestanden und in dessen Militär gekämpft hatten, löschte die FLN zusammen mit ihren Familien aus. Am Tag der Unabhängigkeitserklärung, dem 5. Juli 1962, kam es in Oran, der Stadt mit dem größten Anteil von Pieds-noirs an der Gesamtbevölkerung, zu einem Massaker, dem je nach Quelle zwischen 95 und 3500 Menschen zum Opfer fielen. Keiner der Täter wurde bestraft.
Der französische Staat und die französische Öffentlichkeit zeigten den Pieds-noirs gegenüber wenig Empathie. Die in Algerien verbliebenen französischen Armeeeinheiten wurden nach dem 1. Juli 1962, also in den Tagen unmittelbar vor der algerischen Unabhängigkeit, nicht mehr zum Schutz der europäischen Bevölkerung eingesetzt und die Aufnahme von Harkis eingeschränkt. Mitgefühl, Ermutigung oder auch materielle Hilfe bei der Emigration nach Frankreich gab es für die Pieds-noirs nur in beschränktem Umfang. Der französische Staatspräsident, Charles de Gaulle, erklärte im Ministerrat in Bezug auf die Algerienfranzosen: „Diese Leute verwechseln die Interessen Frankreichs mit ihren eigenen Interessen.“ Auch die Schweiz repatriierte die Algerienschweizer mit Sonderflügen, weigerte sich aber, den meist aus der Romandie eingewanderten schweizerischstämmigen Pied-noirs Entschädigungen für ihre verlorenen Vermögenswerte zu bezahlen.
Die meisten Pieds-noirs siedelten sich zunächst in den Städten entlang der französischen Mittelmeerküste (etwa in Aix-en-Provence, Perpignan, Montpellier, Marseille, Toulon und Nizza) und im Großraum Paris an. 17.000 von ihnen gingen auf die Insel Korsika, was dort zu politischen Spannungen führte. Persönlichkeiten aus der heterogenen Gruppe der Repatriierten (rapatriés) gewannen in den folgenden Jahrzehnten großen Einfluss in der französischen Gesellschaft. Seit Dezember 2007 hat Perpignan ein Denkmal namens „Mur des victimes du FLN“. Ein 2012 in Montpellier eingeleitetes Projekt für ein deutlich differenzierteres Musée de l’Histoire de la France et de l’Algérie (MHFA) wurde 2014 abgebrochen, zu groß waren die Widerstände dagegen.

## Bekannte Pieds-noirs
| - Alain Afflelou (* 1948), Unternehmer - Louis Althusser (1918–1990), Philosoph - Jacques Attali (* 1943), Wirtschaftswissenschaftler - Daniel Auteuil (* 1950), Schauspieler - Jean-Pierre Bacri (1951–2021), Schauspieler - Claude Bartolone (* 1951), Politiker, 2012–2017 Präsident der Nationalversammlung (Tunesien) - Paul Belmondo (1898–1982), Bildhauer - Jean Benguigui (* 1944), Schauspieler - Didier Bourdon (* 1959), Schauspieler - Jean-Claude Brialy (1933–2007), Schauspieler - Jean Brune (1912–1973), nationalistischer Journalist und Schriftsteller - Patrick Bruel (* 1959), Sänger - Albert Camus (1913–1960), Schriftsteller und Philosoph, Literaturnobelpreisträger 1957 - Marie Cardinal (1928/29–2001), Schriftstellerin - Marcel Cerdan (1916–1949), Boxer, Weltmeister im Mittelgewicht 1948/49 - Alain Chabat (* 1958), Schauspieler - Hélène Cixous (* 1937), Schriftstellerin, Philosophin und Frauenrechtlerin - Claude Cohen-Tannoudji (* 1933), Physiker, Nobelpreis 1997 - Pierre Cosso (* 1961), Schauspieler - Jean Daniel (1920–2020), Journalist, Herausgeber und Schriftsteller - Bertrand Delanoë (* 1950), von 2001–2014 Bürgermeister von Paris (Tunesien) - Jacques Derrida (1930–2004), Philosoph - Jean-Pierre Elkabbach (1937–2023), Journalist und Radio- und Fernsehmoderator - Jean-Paul Enthoven (* 1949), Autor und Publizist - Françoise Fabian (* 1933), Schauspielerin - Louis Franchet d’Esperey (1856–1942), Marschall | - Nicole Garcia (* 1946), Schauspielerin und Regisseurin - Sophie Garel (* 1942), Radio- und Fernsehmoderatorin - Serge Haroche (* 1944), Quantenphysiker, Physiknobelpreisträger 2012 (Marokko) - Bernard-Henri Lévy (* 1948), Philosoph und Publizist - Marlène Jobert (* 1940), Schauspielerin - Edmond Jouhaud (1905–1995), General - Alphonse Juin (1888–1967), Marschall - Pierre-René Lemas (* 1951), von Mai 2012 bis April 2014 Leiter des Élysée-Palastes - Enrico Macias (* 1938), Sänger - Jean-Luc Mélenchon (* 1951), Politiker (Marokko) - Albert Memmi (1920–2020), Schriftsteller und Soziologe (Tunesien) - Joseph Ortiz (1917–1995), Nationalist und Mitglied der Terrorgruppe O.A.S. - Célestin Oliver (1930–2011), Fußballspieler - Dominique Ouattara (* 1953), Ehefrau des Präsidenten der Elfenbeinküste - Jean Pélégri (1920–2003), Schriftsteller - Claude Piegts (1934–1962), Nationalist und Mitglied der Terrorgruppe O.A.S. - Jacques Rancière (* 1940), Philosoph - Max Régis (1873–1950, eigentlich Massimiliano Milano), Antisemit, Bürgermeister von Algier - Emmanuel Roblès (1914–1995), Schriftsteller - Béatrice Romand (* 1952), Schauspielerin - Jules Roy (1907–2000), Schriftsteller - Yves Saint Laurent (1936–2008), Modeschöpfer - Philippe Séguin (1943–2010), Politiker (Tunesien) - Benjamin Stora (* 1950), Historiker - Mario Zatelli (1912–2004), Fußballer |